# La Cassette (film, 1994)
Pour les articles homonymes, voir La Cassette (homonymie).
Pour plus de détails, voir Fiche technique et Distribution.
La Cassette (A Caixa) est un film portugais réalisé par Manoel de Oliveira, sorti en 1994.

## Fiche technique
- Titre original : A Caixa
- Titre français : La Cassette
- Réalisation : Manoel de Oliveira
- Scénario : Manoel de Oliveira d'après une pièce de théâtre de Prista Monteiro (pt)
- Pays de production : Portugal
- Format : couleurs - 35 mm - 1,66:1 - Dolby
- Genre : comédie
- Durée : 93 minutes
- Date de sortie : 1994

## Distribution
- Luís Miguel Cintra : l'aveugle
- Glicínia Quartin : vieille femme
- Ruy de Carvalho : la tavernier
- Beatriz Batarda : la fille
- Diogo Dória : l'ami
- Isabel Ruth : la vendeuse
- Filipe Cochofel : le beau-fils
- Sofia Alves : la prostituée
- Mestre Duarte Costa : le joueur de guitare
- Paula Seabra : la femme enceinte